# مهمان (هشترود)
مهمان روستایی از توابع دهستان علی آباد از توابع بخش مرکزی شهرستان هشترود در استان آذربایجان شرقی ایران است. بر اساس سرشماری سال ۱۴۰۲، جمعیت آن در ۶۰هزار نفر بوده است.